# 怪人二十面相・伝
『怪人二十面相・伝』（かいじんにじゅうめんそう・でん）は、1988年に発売された北村想の小説作品。

## 概要
戦前と戦後の作品で、怪人二十面相の行動理念やトリックが異なる点から、怪人二十面相が二人いるのではないかと考えた北村想が、自身の説を元に小説化した作品でもある。
物語は『怪人二十面相・伝』で戦前を舞台に初代・怪人二十面相と明智小五郎の対決を描き、続編の『青銅の魔人』で、戦後に二代目を襲名した怪人二十面相と、同じく二代目を襲名した明智小五郎（小林少年）の対決を描く。

## あらすじ

### 怪人二十面相・伝
昭和八年。父が自殺し母・サヨも行方不明となった島谷平吉は、孤児院に行くことを拒否して遠藤サーカス団に引き取られる。団長の遠藤野洲一の養子となり遠藤平吉と名を改める。サーカス団で平吉の面倒をみることになったのは、サーカスの天才・武井丈吉だった。丈吉を慕う平吉だったが、「世間をあっといわせる泥棒をやりたい」という言葉を平吉に残して丈吉はサーカス団から姿を消してしまう。その後平吉は世間を騒がせる「怪人二十面相」と名乗る怪盗が丈吉だと確信する。
昭和十一年十二月二十五日。国立博物館の美術品をめぐって明智小五郎と対決し追いつめられる。辛くも気球に乗って脱出したかに見えたが、気球に潜んでいた小林少年が発砲し気球は爆発。二十面相は行方不明となる。
出征後、終戦を迎え、東京に戻ってきた平吉はひょんなことから戦争孤児の葉子と出会う。

### 青銅の魔人
昭和二十一年。ドブロク長屋に落ち着いた平吉のところに明智小五郎が訪ねてくる。明智は二十面相が残した数冊のノートを平吉に差し出す。二代目二十面相となることを誓っていた平吉は、ノートをもとに厳しい修行を始める。明智の死後、小林は二代目・明智小五郎を襲名する。
平吉は『皇帝の夜光の時計』を盗み出すことを依頼される。デモンストレーションで多摩川の時計屋敷から大時計を盗み出したことから、明智は二十面相の仕業と確信し、獲物は時計と睨み、先手を打って『皇帝の夜光の時計』をいただく予告状を「青銅の魔人」の名で出す。二十面相はまんまと『皇帝の夜光の時計』を盗み出すことに成功したが、明智の罠に追いつめられる。間一髪救ったのは『皇帝の夜光の時計』の持ち主に化けていた丈吉だった。丈吉もまた『皇帝の夜光の時計』を狙っていたのである。東京湾をランチで逃走する二十面相とヘリコプターで追う明智。だが突如ランチが爆発し、青銅の魔人は海中へ消えた。

昭和二十四年。春。深夜の東京を虎が徘徊している。明智相手に第２ラウンドのゴングが鳴ったのだった。

## 登場人物
遠藤平吉 / 二代目二十面相
原作『サーカスの怪人』で、怪人二十面相の正体とされた人物。初代明智から初代二十面相が残したノートを受け取り、二代目二十面相を襲名する。
武井丈吉 / 初代二十面相
遠藤サーカス団の団員。サーカス以上の舞台を求め、自分の能力を怪盗として活かすようになっていく。世間に向けては怪人二十面相を名乗る。
明智小五郎
世間で名前が売れ始めた名探偵。戦前に初代二十面相と対決した。戦後は癌におかされ、初代二十面相のアジトから押収したノートを平吉に託す。
小林芳雄 / 二代目明智小五郎
もとは少年探偵団の団長だったが、明智の養子となり二代目明智小五郎を襲名する。気球の爆発でやけどを負い、二十面相に憎悪を燃やす。
島谷サヨ
平吉の母親で丈吉の恋人。平吉の父・平次郎に刺されその後行方不明となる。
葉子
ノガミ（上野）の戦争孤児。ひょんなことから平吉と出会い、養子になる。
戌江新介
ノガミ（上野）の戦争孤児の大将。警察の浮浪者狩りから逃れて平吉を頼り、そのまま平吉の部下となる。
遠藤幸子
遠藤サーカス団の団長・遠藤野洲一の実子。戦後は山崎トミエと名前を変え、バー・アルセーヌで女給として働く。
吉三
遠藤サーカス団の団長・遠藤野洲一の養子。戦後は張大元の下で働く。
張大元
戦後に闇市を仕切る中国人。平吉に『皇帝の夜光の時計』を盗み出すことを依頼する。
太宰治
バー・アルセーヌの常連の文士。幸子を介して平吉と親しくなる。
明智文代
明智の妻。明智の死後、丈吉の弔問を受ける。

## 書籍情報
| 新潮社     | 『怪人二十面相・伝』              | ISBN 4-10-372101-4 |
| 新潮社     | 『青銅の魔人 : 怪人二十面相・伝』 | ISBN 4-10-372102-2 |
| 小学館文庫 | 『怪人二十面相・伝』              | ISBN 9784094083026 |
| 小学館文庫 | 『怪人二十面相・伝 PART2』        | ISBN 9784094083095 |
| 出版芸術社 | 『完全版 怪人二十面相・伝』       | ISBN 9784882932284 |

## ラジオドラマ
青春アドベンチャーシリーズの1作として1992年9月7日から9月18日まで放送された。
『青銅の魔人』での二代目二十面相と二代目明智小五郎との対決が主軸に描かれている。

## 映画
2008年12月20日公開された。しかし、作品内容は「遠藤平吉が二十面相になる」以外共通点は無い。